# Cadlina kerguelensis
Cadlina kerguelensis is een slakkensoort uit de familie van de Cadlinidae. De wetenschappelijke naam van de soort werd voor het eerst geldig gepubliceerd in 1912 door Thiele.